# Người cho vay nặng lãi

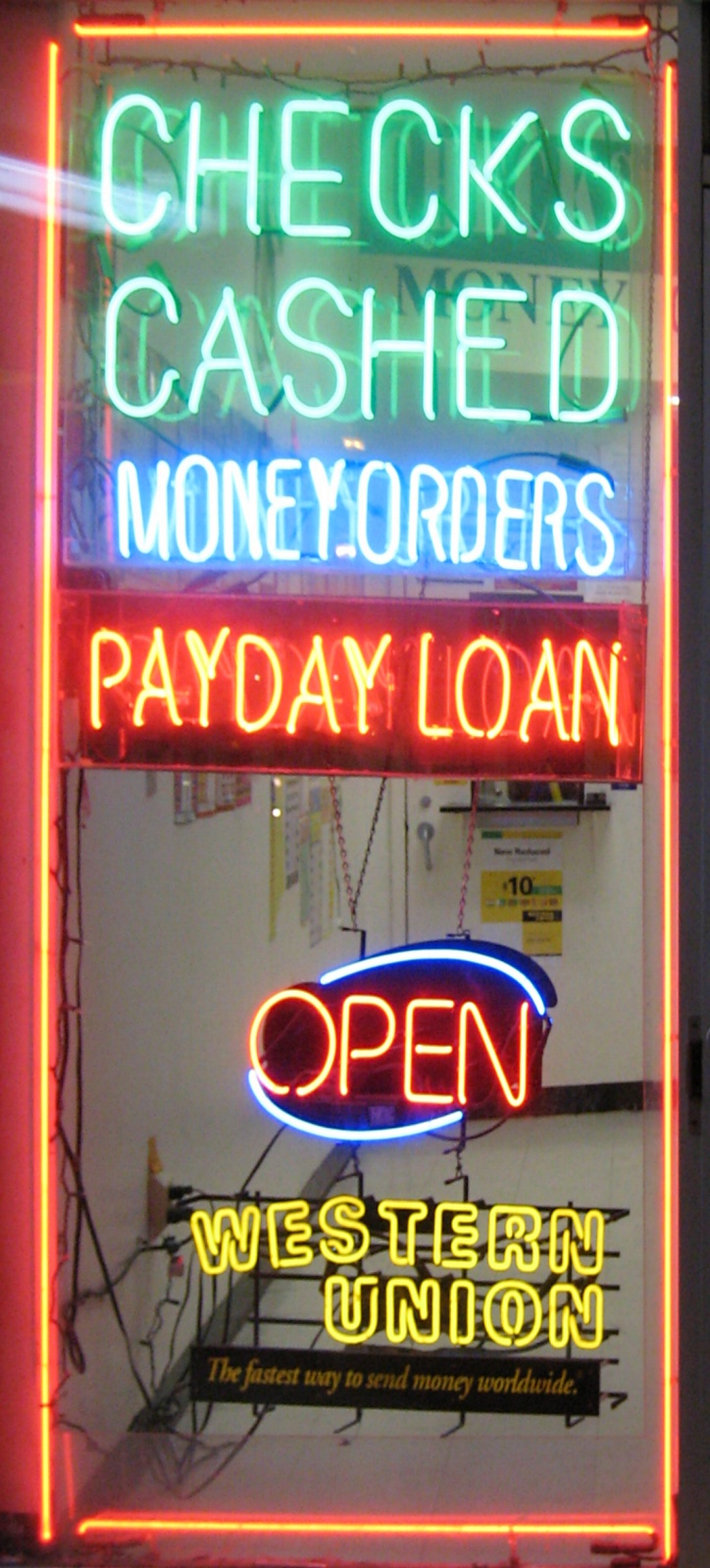
Một cửa sổ cửa hàng tại Thác Church, Virginia, Hoa Kỳ. Một số hoạt động hợp pháp, như người cho vay trả trước, được coi là kẻ cho vay nặng lãi.

Người cho vay nặng lãi là một người cung cấp các khoản vay với lãi suất cực cao, có các điều khoản thu nợ nghiêm ngặt khi không trả được và thường hoạt động bên ngoài chính quyền địa phương. Cho vay nặng lãi thường là bất hợp pháp, nhưng cho vay có mục đích với lãi suất cực cao như vay ngày trả lương hoặc cho vay nhãn xe đôi khi được coi là cho vay nặng lãi.      
Một hậu quả không lường trước của các sáng kiến xóa đói giảm nghèo có thể là những kẻ cho vay nặng lãi vay từ những người cho vay tài chính vi mô chính thức và cho vay đối với những người vay nghèo. Cá mập cho vay đôi khi thực thi trả nợ bằng cách tống tiền hoặc đe dọa bạo lực. Trong lịch sử, nhiều kẻ cho vay tiền hoạt động ở ranh giới giữa hoạt động hợp pháp và tội phạm. Trong thế giới phương Tây gần đây, những kẻ cho vay nặng lãi là một đặc điểm của thế giới ngầm của tội phạm.